# Tommaso Salvadori
Pour les articles homonymes, voir Salvadori.
Le comte Tommaso Salvadori, de son nom complet Adelardo Tommaso Salvadori Paleotti, (né le 30 septembre 1835 à Porto San Giorgio, dans la province de Fermo dans la région des Marches et mort le 9 octobre 1923 à Turin) est un médecin, un pédagogue, un écrivain et un ornithologue italien.

## Biographie
Adelardo Tommaso Salvadori Paleotti fait des études de médecine à Rome et à Pise. Il participe, en 1860, parmi de nombreux autres médecins, à l'Expédition des Mille aux côtés de Garibaldi lors de la conquête de la Sicile.
Il s’installe ensuite à Turin et se consacre à l’ornithologie. Il est assistant, de 1863 à 1879, du Muséum de zoologie de l’université de Turin sous la direction de Filippo de Filippi (1814-1867). Puis, à partir de 1879 et jusqu’à sa mort en 1923, vice-président de ce muséum. Sous son action la collection ornithologique devient l’une des plus importantes d’Italie.
Spécialiste des oiseaux de l’Asie, il fait paraître en 1874 un Catalogo sistimatica degli uccelli di Borneo et, en 1880, une Ornitologia della Papuasia e delle Molucche, d'après nombre d'oiseaux rapportés par Luigi Maria d'Albertis et d'autres.
À partir de 1890, les autorités du British Museum lui confient la réalisation de trois catalogues ornithologiques. Il devient membre étranger de la Zoological Society of London en 1891.
Il fait paraître près de 340 travaux durant sa vie. Il est considéré comme l’un des plus grands ornithologues de son pays.
L'Engoulevent de Salvadori (Caprimulgus pulchellus), oiseau d'Indonésie qu'il décrit en 1879, porte son nom. Il a également distingué en 1869 la sous-espèce Leucosticte arctoa gigliolii du Roselin brun.

## Espèces décrites
- Myzomèle sobre
- Myzomèle de Nouvelle-irlande (1891)